# Frankie Mann
Frances "Frankie" Mann (13 de junio de 1892 -23 de junio de 1969) fue una actriz estadounidense que participó en más de cuarenta películas mudas entre 1913 y 1925.

## Primeros años
Frances Hampton Mann nació en Mill Hall, Pensilvania, y creció en Massachusetts, hija de Robert Mann Jr. y Alice Eloise Mann. Su abuelo, Robert Mann Sr., fundó una empresa de hachas, la Mann Edge Tool Company. Su padre, financiero, perdió su fortuna en el pánico financiero de 1907 y murió en 1910.

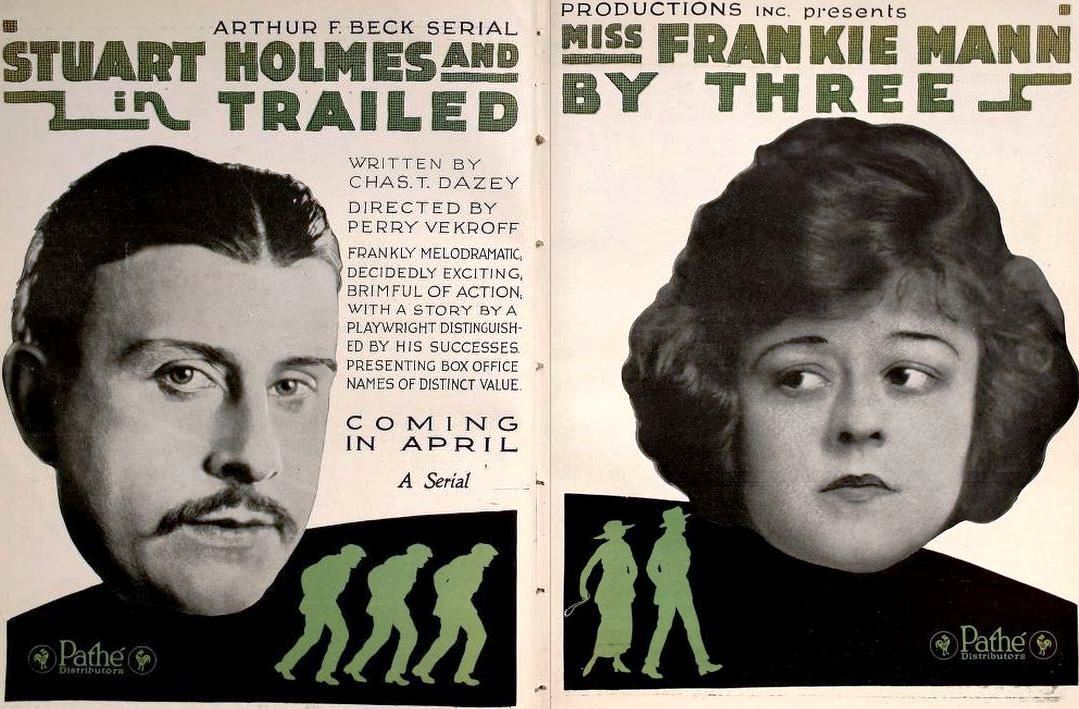
Campaña publicitaria de Trailed by Three (1920), con Stuart Holmes y Frankie Mann

## Carrera
Mann fue actriz y apareció en más de cuarenta películas mudas rodadas entre 1913 y 1925, con diversos estudios. A menudo interpretaba el papel de "vampiresa" o tentadora. "Una y otra vez se volvía hacia la cámara para registrar una sonrisa burlona de vampiro, y créanme que era horrible", informaba un crítico en 1916. "Una o dos veces habría bastado para haberla 'queered', pero lo hizo durante toda la película".
Entre los créditos cinematográficos de Mann figuran papeles en The Battle of Shiloh (1913), Through Fire to Fortune (1914), The Wolf (1914), The House Next Door (1914), The Road o' Strife (1915), The Sporting Duchess (1915), Anselo Lee (1915), The Climbers (1915), The Great Ruby (1915), The Shielding Shadow (1916), Her Surrender (1916), The Sex Lure (1916), The Girl Who Did Not Care (1917), Fortune's Child (1919), The Root of Evil (1919), Fruits of Passion (1919), Trailed by Three (1920), The Place of Honeymoons (1920), The Passionate Pilgrim (1921), Shadows of the Sea (1922), Unconquered Woman (1922), John Smith (1922), On Time (1924), The Fortieth Door (1924), y Barriers Burned Away (1925). Mann también hizo carrera teatral, principalmente en Filadelfia.

## Vida personal
Mann se casó con el actor británico Donald Hall en 1915. En 1923 se casó con Gardiner P. Johnson, con quien tuvo dos hijos. Murió en 1969, a los 77 años, en Florida.